# رالف مودي (كاتب)
رالف مودي (بالإنجليزية: Ralph Moody)‏ هو كاتب أمريكي، ولد في 16 ديسمبر 1898 في East Rochester, New Hampshire ‏ في الولايات المتحدة، وتوفي في 28 يونيو 1982.